# Rakvere Jalgpalliklubi Tarvas
Il Rakvere Jalgpalliklubi Tarvas, comunemente noto come Tarvas Rakvere oppure Tarvas (in italiano Uro), è una società calcistica estone con sede nella città di Rakvere. Milita in II Liiga, la quarta serie del campionato estone di calcio.

## Storia
Fondato nel 2004 col nome di Virumaa Rakvere, prese parte al campionato di V Liiga (oggi non più esistente) e un anno dopo fu ammesso direttamente in III Liiga. Nel 2007 raggiunse la II Liiga e a fine stagione disputò lo spareggio promozione-retrocessione contro il Tulevik Viljandi 2 per un posto in Esiliiga; vincendo lo spareggio fu dunque promosso in seconda serie.
Nel 2008, in occasione dell'esordio in Esiliiga, il club divenne un affiliato del Flora Tallinn e cambiò il proprio nome in Rakvere FC Flora, adottando come colori sociali il bianco e il nero.
Il Flora Rakvere disputò tre stagioni in Esiliiga concludendo sempre in bassa classifica e alla fine della terza retrocesse. Restò comunque in II Liiga un anno soltanto e fu nuovamente promosso in Esiliiga per il 2012.
Allo stesso tempo il club uscì dall'orbita del Flora Tallinn e prese il nuovo nome di Rakvere Jalgpalliklubi Tarvas, mutando anche i colori sociali: fu infatti scelto il giallo ambra da affiancare al nero.
La stagione del ritorno in Esiliiga si concluse con un terzo posto che permise al Tarvas Rakvere di disputare lo spareggio contro il Kalev Tallinn, la penultima classificata in Meistriliiga. Il Tarvas uscì due volte sconfitto dal doppio confronto.
Nel 2013 ebbe una nuova possibilità di accedere alla massima serie, sempre attraverso lo spareggio promozione-retrocessione, contro il Tammeka Tartu. Ma anche questa volta il Tarvas ne uscì sconfitto.
Il 2014 risultò invece una stagione sottotono rispetto alle precedenti e la squadra terminò il campionato all'ottavo posto, il che avrebbe significato il play-out contro la terza classificata di Esiliiga B, ma l'avversario in questione (HÜJK Emmaste) rinunciò a disputare lo spareggio.
Nel 2015 il Tarvas si dimostrò di nuovo in corsa per la promozione in massima serie, nonostante la concorrenza del più accreditato Kalev Tallinn che contese il posto fino all'ultima giornata, quando avvenne il sorpasso decisivo in classifica. Il Tarvas concluse al quarto posto, dietro alle squadre riserve di Flora, Levadia e Infonet, ed essendo la prima squadra indipendente della classifica conquistò la storica promozione in Meistriliiga.
La stagione in massima serie mostra però l'enorme differenza di prestazioni tra la neopromossa e le altre squadre, tutte più o meno stabilmente affermate in Meistriliiga: il Tarvas racimola appena 3 punti nell'intero campionato, frutto di altrettanti pareggi (due volte in trasferta contro il Narva e uno in casa contro il Pärnu, peraltro nella giornata che sancì la matematica retrocessione), segnando il record negativo di punti, fino a quell'anno appartenuto all'Ajax Lasnamäe (che nel 2011 ne fece 4). Chiude così la stagione a -14 punti dal Pärnu penultimo e a quasi quaranta punti dall'ottavo posto che avrebbe garantito la permanenza nella categoria.
Tornato in Esiliiga, nel 2017 si classifica al terzo posto, dietro a Maardu e Kalev Tallinn. Nel campionato successivo arriva quinto, a -3 punti dall'Elva e dalla possibilità di accedere al play-off per la Meistriliiga.
Nel 2019, dopo aver trascorso quasi tutta la stagione in bassa classifica, evita la retrocessione diretta vincendo all'ultima giornata e scavalcando il Kalev Tallinn Under-21. Allo spareggio promozione/retrocessione perde contro il Pärnu JK e dunque retrocede in Esiliiga B.
In Esiliiga B 2020 la situazione è ancora più problematica: il Tarvas si sblocca dopo sedici sconfitte consecutive e raccoglie appena 10 punti in tutto il campionato, retrocedendo anzitempo in II Liiga. Nel campionato 2021 non va oltre il nono posto.
Nel 2022 riprende vigore, rivelandosi uno dei pretendenti alla vittoria finale. Conclude infine il girone nord/est al secondo posto dietro il FCI Tallinn, e come questi rinuncia alla promozione in Esiliiga B.
Nella stagione 2023 è un diretto inseguitore del Maardu, capolista per molte giornate e vincitore finale. Il Tarvas si classifica al terzo posto, con gli stessi punti del Phoenix Jõhvi ma sfavorito dagli scontri diretti, mancando per questo motivo l'accesso ai play-off. Ottiene lo stesso piazzamento anche nel 2024.

## Palmarès

### Competizioni nazionali
- II Liiga: 1

2011 (girone Nord/Est)

### Altri piazzamenti
- Esiliiga:

Terzo posto: 2012, 2017
- II Liiga:

Promozione: 2007
Secondo posto: 2022
Terzo posto: 2023, 2024

## Statistiche

### Partecipazione ai campionati
| Livello | Categoria    | Partecipazioni | Debutto | Ultima stagione | Totale |
| ------- | ------------ | -------------- | ------- | --------------- | ------ |
| 1º      | Meistriliiga | 1              | 2016    | 2016            | 1      |
| 2º      | Esiliiga     | 10             | 2008    | 2019            | 10     |
| 3º      | II Liiga     | 2              | 2007    | 2011            | 3      |
| 3º      | Esiliiga B   | 1              | 2020    | 2020            | 3      |
| 4º      | III Liiga    | 2              | 2005    | 2006            | 7      |
| 4º      | II Liiga     | 5              | 2021    | 2025            | 7      |
| 6º      | V Liiga      | 1              | 2004    | 2004            | 1      |